# Simon Mboso Kiamputu
Simon Mboso Kiamputu est un homme politique congolais de père angolais, né le 22 juin 1949 à Kimpemba (Bas-Congo)
Ministre de l'Industrie de février 2007 à février 2010, il est un membre important du parti politique ARC de Olivier Kamitatu, membre de l'AMP. Il a 7 enfants.